# Caryanda methiola
Caryanda methiola är en insektsart som beskrevs av Chang, K.S.F. 1939. Caryanda methiola ingår i släktet Caryanda och familjen gräshoppor. Inga underarter finns listade i Catalogue of Life.